# Parachernes franzi
Espèce
Parachernes franzi est une espèce de pseudoscorpions de la famille des Chernetidae.

## Distribution
Cette espèce est endémique des îles Galápagos en Équateur. Elle se rencontre sur Isabela, Marchena et Pinta.

## Description
Le mâle holotype mesure 1,6 mm et la femelle paratype 2,5 mm.

## Publication originale
- Beier, 1978 : Pseudoskorpione von den Galapagos-Inseln. Annalen des Naturhistorischen Museums in Wien, vol. 81, p. 533–547 (texte intégral).